# Шалаевская неполная средняя школа
Шалаевская неполная средняя школа — упразднённый населённый пункт (тип: неполная средняя школа) Кировского района Кировской области России. Входил в Шалаевский сельсовет.
Ныне в черте посёлка Дороничи Ленинского района города Киров.

## География
Расположен в центральной части региона, в подзоне южной тайги, на расстоянии приблизительно 8 километров (по прямой) на запад-юго-запад от железнодорожного вокзала станции Киров.

### Климат
Климат характеризуется как умеренно-континентальный с ярко выраженными временами года. Среднегодовая температура — 1,6 °C. Средняя температура воздуха самого холодного месяца (января) составляет −14,4 °C (абсолютный минимум — −50 °С); самого тёплого месяца (июля) — 17,9 °C. Безморозный период длится в течение 99—123 дней. Годовое количество атмосферных осадков — 582 мм, из которых около 415 мм выпадает в период с апреля по октябрь.

## История
В 1936 году сход граждан Шалаевского сельсовета принял решение о строительстве нового школьного здания. Шалаевская начальная школа возведена была среди полей, примерно в центре окружающих её деревень. В 1937 школа-семилетка открыла двери (с 2008 года — МБОУ «Основная общеобразовательная школа № 7» города Кирова). В 1940 году сформировано 13 классов-комплектов: 1а, 1 б, 2 а, 2 б, 3 а, 3 б, 4 а, 4 б, 5, 6 а, 6 б, 6 в, 7. В школе учился Садаков, Павел Сергеевич (1916—1944), будущий Герой Советского Союза.
В годы войны школа была учебным и одновременно жилым заведением для детей, эвакуированных из северо-западных областей страны.

## Население
По итогам  Всесоюзной переписи 1939 года проживало 19 человек, из них 5 мужчин,	14 женщин.